# Croxton (Lincolnshire)
Croxton – wieś w Anglii, w hrabstwie ceremonialnym Lincolnshire, w dystrykcie (unitary authority) North Lincolnshire. Leży 43 km na północ od Lincoln i 233 km na północ od Londynu.